# Разноуровневое обучение
Разноуровневое обучение —  это педагогическая технология организации учебного процесса, в рамках которого предполагается разный уровень усвоения учебного материала, то есть глубина и сложность одного и того же учебного материала различна в группах уровня А, B, C, что дает возможность каждому ученику овладевать учебным материалом по отдельным предметам школьной программы на разном уровне (А, В, С), но не ниже базового, в зависимости от способностей и индивидуальных особенностей личности каждого учащегося; 

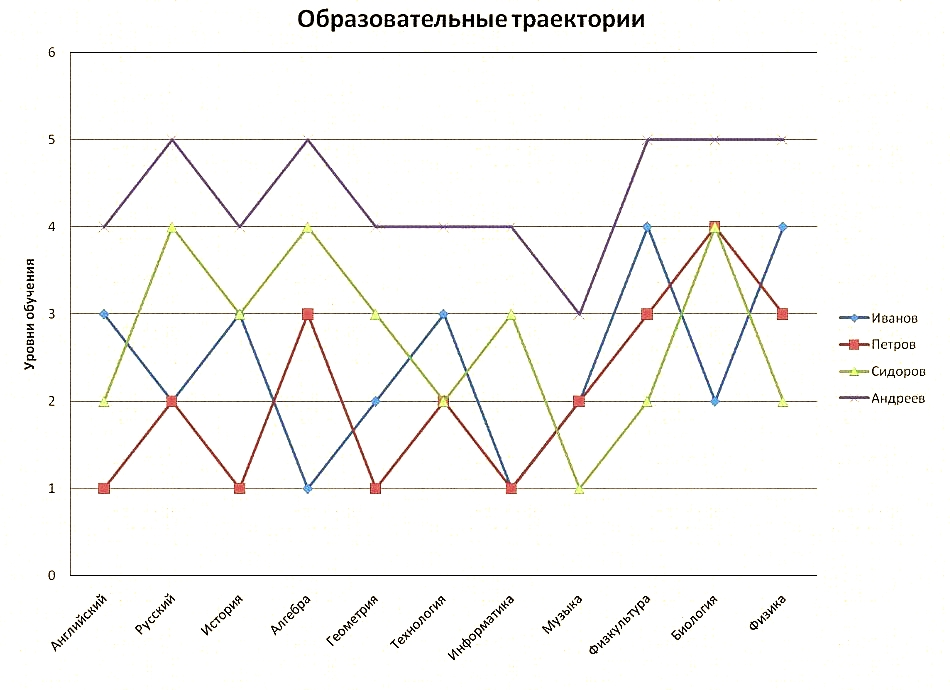
Схема образовательных траекторий в рамках разноуровневого обучения

это технология, при которой за критерий оценки деятельности ученика принимаются его усилия по овладению этим материалом, творческому его применению. Темы же, предписанные стандартами образования, остаются едины для всех уровней обучения.
Это означает, что учащийся А учит математику в среднем уровне вместе с учащимся Б, но на русский язык попадает в сильный уровень с учащимся В, а по иностранному языку занимается с учащимся Д в базовой группе (см. "Схему образовательных траектори й в рамках разноуровневого обучения").
Переход учащегося из уровня в уровень возможен и на практике происходит безболезненно, так как содержание (тематика) едино для всех уровней. Технология разноуровневого обучения разработана и внедрена в Московской Технологической школе ОРТ в 1994 году.